# Легенда
Легенда је жанр фолклора који се састоји од приче која садржи људске радње које су и приповједачи и слушаоци схватили, или за које су вјеровали, да су се догодиле у људској историји. Приче у овом жанру могу показати људске вриједности и посједовати одређене особине које причи дају вјеродостојност. Легенда, за своје активне и пасивне учеснике, не укључује догађаје који су изван зоне „могућности”, али може укључивати чуда. Легенде се временом могу трансформисати како би постале свјежије, виталније и реалније. Многе легенде дјелују у домену неизвјесности, учесници никад у њих не вјерују у потпуности, али се у њих никада одлучно не сумња. Легенде се понекад разликују од митова по томе што се тичу људи као главних ликова, а не богова, а понекад и по томе што имају неку врсту историјске основе, док митови углавном немају.
Браћа Грим су легенду дефинисали као „народно предање историјски утемељено”. Савремену дефиницију легенде предложио је Тимоти Р. Тангерлини 1990. године:
Легенда је, обично, кратка (моно)епизодна, традиционална, врло екотипска историзована прича изведена у разговорном режиму, одражавајући на психолошком нивоу симболичку представу народног вјеровања и колективних искустава и служећи као потврда уобичајених вриједности групе чијој традицији припада.

## Етимологија и порекло
Легенда је позајмљена реч из старофранцуског која је ушла у употребу око 1340. Старофранцуска именица legende потиче од средњовековне латинске речи легенда. У раној употреби на енглеском језику, ова реч је означавала наратив догађаја. Реч legendary је првобитно била именица (уведена током 1510-их) која значи збирку или корпус легенди. Ова реч се променила у legendry, а legendary је постало придевски облик.
До 1613. године, протестанти који говоре енглески почели су да користе ту реч када су желели да имплицирају да је догађај (посебно прича о било ком свецу који није признат у Делима и споменицима Џона Фокса) фиктиван. Тако је легенда добила своје модерне конотације „недокументовано“ и „лажно“, које је разликују од значења хронике.
Године 1866, Јакоб Грим је описао бајку као „поетску, историјску легенду“. Рани научници као што су Карл Верхан, Фридрих Ранке и Вил Ерих Пеукерт следили су Гримов пример фокусирајући се искључиво на књижевни наратив, приступ који је посебно обогаћен након 1960-их, бавећи се питањима перформанса и антрополошким и психолошким увидима који се пружају у разматрању друштвеног контекста легенди. Питања категоризације легенди, у нади да ће се саставити серијал категорија заснованих на садржају у смислу Арне-Томпсоновог индекса народних прича, изазвала су потрагу за широм новом синтезом.
У раном покушају да дефинишу нека основна питања која су оперативна у испитивању народних прича, Фридрих Ранке је 1925. године5 окарактерисао народну легенду као „популарни наратив са објективно неистинитим имагинарним садржајем“, одбацивајући став који је касније у великој мери напуштен.
У поређењу са високо структурираном народном бајком, легенда је релативно аморфна, приметио је Хелмут де Бур 1928. године. Наративни садржај легенде је у реалистичком модусу, а не у кривој иронији народне приче; Вилхелм Хајске је приметио сличност мотива у легенди и народној приповетци и закључио да, упркос свом реалистичком начину, легенда није више историјска него народна прича.
У Einleitung in der Geschichtswissenschaft. 1928., Ернст Бернхајм је тврдио да је легенда једноставно дуготрајна гласина. Гордон Олпорт приписује постојаност неких гласина постојаном културном стању ума које оне оличавају и капсулирају; тако су „урбане легенде“ одлика гласина. Када је Вилијан Хју Јансен предложио да су легенде које брзо нестају „краткорочне легенде“, а да се оне упорне назову „дугорочне легенде“, разлика између легенде и гласине је практично избрисана, закључио је Тангерлини.

## Хришћанскалегенда
У ужем хришћанском смислу, легенда („ствари за читање [на одређени дан, у цркви]“) су били хагиографски извештаји, често сакупљени у легенди. Пошто су житија светаца често укључена у многе приче о чудима, легенда се, у ширем смислу, односила на сваку причу која је смештена у историјски контекст, али која садржи натприродне, божанске или фантастичне елементе.

## Повезани концепти
Иполит Делехе је разликовао легенду од мита: „Легенда, с друге стране, нужно има неку историјску или топографску везу. Она упућује имагинарне догађаје на неку стварну личност, или локализује романтичне приче на неком одређеном месту.“
Од тренутка када се легенда препричава као фикција, њени аутентични легендарни квалитети почињу да бледе и повлаче се: у Легенди о Успаваној долини, Вашингтон Ирвинг је трансформисао локалну легенду долине реке Хадсон у књижевну анегдоту са „готичким” призвуком, које је заправо има тенденцију умањења њеног карактера праве легенде.
Легенда се може преносити усмено, преносити од особе до особе или, у изворном смислу, путем писаног текста. Легенда Ореја или „Златна легенда“ Јакобуса де Вораџина обухвата низ животописа или поучних биографских наратива, везаних за литургијски календар римокатоличке цркве. Они су представљени као житија светаца, али обиље чудесних дешавања и пре свега њихов некритички контекст су карактеристике хагиографије. Легенда је имала за циљ да инспирише импровизоване хомилије и проповеди прикладне свецу тог времена.

## Урбана легенда
Урбане легенде су модерни жанр фолклора који је укорењен у локалној популарној култури, и обично се састоји од измишљених прича које се често приказују као истините, са језивим или хумористичним елементима. Ове легенде се могу користити у забавне сврхе, као и за полуозбиљна објашњења за наизглед мистериозне догађаје, као што су нестанци и чудни предмети.
Термин „урбана легенда“, како га користе фолклористи, појављује се у штампи најмање од 1968. године. Јан Харолд Бранванд, професор енглеског језика на Универзитету Јута, представио је овај термин широј јавности у низу популарних књига објављених почевши од 1981. Бранванд је користио своју збирку легенди, The Vanishing Hitchhiker: American Urban Legends & Their Meanings (1981) да нагласи две ствари: прво, да се легенде и фолклор не јављају искључиво у такозваним примитивним или традиционалним друштвима, и друго, да се проучавањем таквих прича може много научити о урбаној и модерној култури.